# シネマハウス
シネマハウスは、東京都にあった出版社および編集プロダクション。
洋泉社で「キーワード事典」「朝までビデオ」シリーズを編集していた斎藤進が代表をつとめ、映画関連の書き下ろし単行本やワンテーマブックを刊行。1997年、ウォン・カーウァイの『恋する惑星』に端を発する香港映画ブームを受けて、アジア映画を中心に据えた映画雑誌『Movie Gong（ムービー・ゴン）』を創刊。その後、韓流ブームの到来にあわせて、徐々に韓国エンターテインメント専門誌にシフトしていった。同誌の執筆者は、大和晶、松岡環、黒田邦雄、大場正明ら。2006年に倒産。

## 主な書籍
- ミステリー・サスペンス映画の愉悦
- 夢人間たちの共和国―東京国際ファンタスティック映画祭10年史
- LESLIE CHEUNG 誘惑の視線（まなざし）
- 世紀末ホラー劇場
- 世紀末サイコ・サスペンス劇場
- ヒッチコック完全読破
- 深作欣二ラスト・メッセージ